# Мелітопольський пивоварний завод
ВАТ «Мелітопольський пивоварний завод» — недіюче підприємство харчової промисловості України, що працювало в галузі броварства. Розташоване у місті Мелітополі Запорізької області. Входило до числа ініціаторів об'єднання незалежних броварень Українська пивна група.
Збут орієнтовувався насамперед на ринок Мелітопольського району (до 90%), а також на інші регіони Запорізької та Херсонську область.

## Історія
Мелітопольський пивоварний завод був введений в експлуатацію 1966 року, входив до складу Запорізького облхарчопрому, згодом знаходився у комунальній власності Мелітопольського міськвиконкому.
1994 року пивзавод було приватизовано зі створенням відкритого акціонерного товариства. Протягом 2005-2006 років на підприємстві було проведено модернізацію виробничих потужностей, з того ж періоду основним завданням маркетингу підприємства стало просування торговельної марки «Metzler», яка позиціонувалася як пиво, зварене за німецькими технологіями. У жовтні 2007 року власники контрольного пакету акцій броварні місцеві підприємці Олексій та Валентин Балецькі, повьязаны з Євгеном Балицьким, продали цей актив київській компанії «Мінелла Україна». За два місяці контрольний пакет акцій підприємства був переоформлений на кіпрську компанію «Protract Enterprises Limited».
Починаючи з кінця 2007 року власники Мелітопольського пивзаводу активно розвивали ідею створення об'єднання регіональних броварень України Українська пивна група, яке ставило на меті консолідацію зусиль для досягнення сукупної ринкової частки на рівні 5 %. У повній мірі ініціатива реалізована не була.
Господарська діяльність підприємства у другій половині 2000-х була збутковою, крім того воно було переобтяжене кредитними зобов'язаннями, а його майно перебувало у заставі у ВАТ «Кредитпромбанк». 2009 року шляхом декількох господарських угод та судових рішень за ними майно пивзаводу було виведене у власність приватного підприємства, яке невдовзі розпочало процедуру власного банкрутства

## Асортимент продукції
Безпосередньо перед припиненням виробництва підприємство виробляло 2 сорти пива:
- «Metzler Classic» — світле пиво з густиною 11 % та вмістом алкоголю 3,7 %.
- «Metzler Premium» — світле пиво з густиною 12 % та вмістом алкоголю 4,8 %.

Згодом виробництва пива ТМ «Metzler» було продовжене на потужностях лисичанської броварні «Лиспи», що також входила до ініціативи Українська пивна група.